# Andrena metuoensis
Andrena metuoensis är en biart som beskrevs av Xu och Osamu Tadauchi 2001. Andrena metuoensis ingår i släktet sandbin, och familjen grävbin. Inga underarter finns listade i Catalogue of Life.